# Inglés criollo nicaragüense
El inglés criollo nicaragüense o criollo costeño, es una lengua criolla de base inglesa que cuenta con unos 52 000 hablantes nativos en Nicaragua.
Es llamado kriol por sus hablantes, de origen afrocaribeño. Sin embargo, hoy lo hablan como segunda lengua muchos misquitos, garífunas y otros grupos étnicos, como los ramas.

## Territorio
Principalmente, se habla en Bluefields y sus alrededores; Laguna de Perlas (Pearl Lagoon), Corn Island (Islas del Maíz), Prinzapolka, Puerto Cabezas y en el llamado «triángulo minero»: Siuna, Bonanza y Rosita. También es hablado en la diáspora de costeños nicaragüenses en Estados Unidos.

## Estudios

### Análisis sociolingüístico
El nicaragüense Guillermo McLean, en su tesis doctoral inédita consagrada a su fonética, afirmó un análisis sociolingüístico acerca de la estratificación de las lenguas étnicas de Nicaragua en función de las oportunidades de trabajo y de estatus social: 
"El hablante de español no necesita hablar ninguna de las otras lenguas para desempeñarse con éxito en cualquier puesto que ofrezca el Estado, como principal empleador. El creole necesita hablar español; el misquito necesita hablar español e inglés según el cargo y la empresa que lo ofrece; el sumu o sumo necesita hablar miskito para poder ir a la escuela y aprender a leer, después tiene que aprender español, si intenta optar a algún cargo y más aún si intenta estudiar. El rama necesita hablar inglés y español. De esta manera se conforma una pirámide de exigencia de conocimientos de lenguas en donde los pueblos indígenas más débiles tienen mayores exigencias de conocimiento."

### Variante del inglés centroamericano
Los investigadores lingüísticos Wayne O’Neill y Maya Honda lo consideran "una variante del inglés centroamericano", presente a lo largo de toda la costa caribeña de América Central. Razón por la cual, el nicaragüense Danilo Salamanca en 1997, concluyó: 
"Todos los afrocaribeños, desde Belice hasta Panamá, pueden fácilmente comunicarse entre sí, aun cuando existan variantes menores entre el inglés de un país y el otro. En Belice, como se sabe, el inglés tiene precedencia sobre el español, a diferencia de lo que ocurre en el resto de Centroamérica."
Carlos Gallo en 1980 dejó constancia de un hecho ilustrativo y revelador que sustenta lo afirmado por los destacados investigadores lingüísticos ya mencionados:
"22 muchachas y muchachos de Belice y Granada, venidos voluntariamente a Nicaragua para alfabetizar en ingles creole..."

## Particularidades
En el orden del vocabulario, estructura de las oraciones, etc., el inglés criollo nicaragüense o criollo costeño es similar a las variedades del inglés más conocidas y respetadas. Es decir —y esto debe quedar muy claro— que no se trata de un idioma distinto. Desde el punto de vista fonológico, lo que llama la atención es su pronunciación simplificada. 
En palabras como kind (amable, clase), servant (sirviente), fourth (cuarto) y wasp (avispa) no se oyen, al hablar un criollo  nicaragüense, la /d/, /t/, /th/ y /p/. O sea, los grupos de consonantes se eliminan al final de las palabras.
Otra particularidad es la combinación /sk/ en posición final que se reduce a /s/, o bien se pronuncia invertida como /ks/. De manera que la frase don't ask me (no me preguntes) se convierte en "dwon aks mi". 
Dentro de la simplificación de las vocales, las tres posibles que surgen de la /a/ en el inglés internacional se ven reducidas a una sola en el inglés criollo nicaragüense. Así bottle (botella) y battle (batalla) se pronuncian de la misma forma. 
La palabra sane (sano), que en inglés internacional tiene una pronunciación similar a sein, en el inglés criollo nicaragüense se pronuncia de manera muy parecida a la palabra española "cien". Esto también suele occurir con el resto de palabras que lleven el fonema /ei/, donde éste es pronunciado de forma invertida como /ie/.
En materia fonológica, la pluralización del inglés criollo nicaragüense se realiza por medio de la sufijación (anexión al final) de la partícula "dem". Éste es un sufijo, que se deriva del pronombre inglés them (ellos, ellas). Un ejemplo, "Manuel children-dem happy" (Manuel’s children are happy = Los hijos de Manuel están contentos). En la frase criolla no se emplea el apóstrofo /’/ para indicar, mediante la mera contigüidad, sujeto poseedor y sujeto poseído.
Respecto a las peculiaridades de los verbos, los tiempos verbales (tenses) se obtienen añadiendo, simplemente de manera proclítica, formas del verbo do, especialmente do /duw/ y, para designar el tiempo pasado, did /di/. 
Esto da lugar a los siguientes ejemplos: "The child don’t care where the mother de go" : "Al niño no le preocupa adónde va la madre"; y "I did used to stay at him house" : "Yo acostumbraba quedarme en su casa". 
En los casos respectivos, do y did no tienen, en absoluto, el sentido de énfasis que las expresiones similares poseen en el inglés internacional o estandarizado.

## Producción literaria
El inglés criollo nicaragüense o criollo costeño, no ha producido suficiente literatura.
En ese aspecto clave, resulta inferior al idioma misquito. Las producciones literarias en misquito no son escasas. Diez poetas y narradores caribeños fueron traducidos a este idioma en 1997, la antología tenía por título: Miskito Tasbala: aisanka yanni bara bila pranakira miskitu wih ispail ra wal ulban (La Tierra Miskita: prosa y una poesía miskita en miskito y español).
Una obra similar en inglés criollo costeño aún no existe. 
La mayoría de los poetas nica-caribes - como se autodenomina uno de ellos: Carlos Rigby Moses (1945-2017) - se expresan y han publicado únicamente sus libros en español; hablamos de los incluidos en la antología "Poesía atlántica" de 1980 como David McField y Alíh Alah seudónimo de Santiago Navas.